# Автомагістраль Бадалін
Швидкісна дорога Пекін - Бадалін (кит. спр. 八达岭 高速公路, піньїнь: Bādálíng Gāosù Gōnglù) - платна швидкісна автодорога, що з'єднує урбанізовану частина Пекіна зі збереженою ділянкою Великого китайського муру під Бадаліном.

## Опис
Довжина - 70 км. Дорога починається з естакади Мадянь на північ від  3-ї кільцевої дороги та йде на північний захід. На ділянці Мадянь - Нанькоу дорога має 6 смуг (по 3 смуги в кожному напрямку), далі - 4 смуги. Після Бадаліну дорога йде на Яньцин, звідки стає швидкісною дорогою Пекін - Чжанцзякоу.
Дорога будувалася в три етапи, починаючи з січня 1996, і була завершена у вересні 2001. Спочатку вона не мала з'єднання зі швидкісною дорогою Пекін - Чжанцзякоу, і стала вважатися її частиною лише після побудови відрізка Яньцин - Канчжуан.
Швидкісна дорога «Бадалін» є частиною швидкісних доріг  Пекін - Чжанцзякоу і  Пекін - Датун.